# تحدی
تَحَدّی به معنای به مبارزه طلبیدن و عاجز کردن مردم در امری است و در مبحث اعجاز قرآن به معنی به میدان طلبیدن مردم به آوردن مشابه قرآن است. بارزترین نمونه و مصداق تحدی در زمینه قرآن، کتاب مقدس مسلمانان است که مسلمانان را عقیده بر اینست که قرآن خود، مخالفان اسلام در صدر اسلام و دوره‌های بعد را برانگیخت که مثلش را بسازند و با تمام کوششی که داشته‌اند، نتوانسته‌اند، به گفته مرتضی مطهری این امر نزد همه مسلمانان مسلم و قطعی است. قرآن، کتاب و معجزه محمد پیامبر اسلام، خودش را این گونه معرفی کرده که سخنی بی مانند است و برای بشر به هیچ وجه مقدور نیست مانند او را بیاورد.

## آیات تحدی
آیات تحدی در اغلب تفاسیر مشتمل بر ۵ آیه زیر است:

«قُل لئن اجتمعت الانس والجن علی ان یأتوا بمثل هذا القرآن لایأتون بمثله ولو کان بعضهم لبعض ظهیراً»

 «بگو اگر همه انس و جن فراهم آیند که نظیر این قرآن را بیاورند نمی‌توانند مانند آن را بیاورند، هر چند آنها پشتیبان یکدیگر باشند» (سوره اسراء آیه ۸۸)
«ام یقولون افتراه قل فاتوا بعشر سوره مثله مفتریات و ادعوا من استطعتم من دون الله»

 «یا می‌گویند این را به دروغ ساخته‌است بگو اگر راست می‌گویید ده سوره برساخته شده مانند آن بیاورید و غیر از خدا هر که را می‌توانید فرا خوانید» (سوره هود آیه۱۳)
«ام یقولون افتراه قل فاتوا بسوره من مثله و ادعوا من استطعتم من دون الله»

 «یا می‌گویند آن را به دروغ ساخته‌است بگو اگر راست می‌گویید سوره ای مانند آن بیاورید و هر که را جز خدا می‌توانید فرا خوانید» (سوره یونس آیه ۳۸)
«فلیاتوا بحدیث مثله ان کانوا صادقین»

 «پس اگر راست می‌گویند سخنی مثل آن بیاورند» (سوره طور آیه ۳۴)
«و ان کنتم فی ریب مما انزلنا علی عبدنا فاتوا بسوره من مثله و ادعوا شهدائکم من دون الله»

 «و اگر در آنچه بر بنده خود نازل کرده‌ایم شک دارید پس اگر راست می‌گویید سوره ای مانند آن بیاورید و گواهان خود را غیر خدا فرا خوانید» (سوره بقره آیه ۲۳)

## کتاب‌هایی در رد تحدی و ادعای اعجاز قرآن
- یکی از کتاب‌هایی که در زمینه مقابله با قرآن (رد تحدی) نوشته شده، فرقان‌الحق است که ۷۷ سوره دارد.[۳][۴][۵][۶][۷]
- افزون بر کتاب «الفرقان الحق» (انیس شُروش)، چند کتاب دیگر نیز به نام‌های «حسن الایجاز» (نصیرالدین الظافر)، «قرآن شعبی»، «قرآن رابسو» و «قرآن جدید»، در رد تحدی قرآن، نوشته شده‌است.[۸]
- ثمامة بن حبیب ملقب به مسیلمه بن حبیب، نخستین کسی بود که به فکر مبارزه با قرآن افتاد و آیاتی شبیه قرآن سرود.[۹][۱۰]
- ابن مقفع ادیب ایرانی قرن دوم هجری و نویسنده کتاب کلیله و دمنه و ابوالعلاء معری ادیب و شاعر قرن پنجم هجری نیز از جمله کسانی‌اند که ادعای معارضه با قرآن داشته‌اند.[۱۱]